# 奧拉基山
72°25′S 166°22′E / 72.417°S 166.367°E
奧拉基山（英語：Mount Aorangi）是南極洲的山峰，位於維多利亞地，海拔高度3,135米，屬於米倫山脈的一部分，由新西蘭探險隊命名，現時由南極條約體系管理。